# Mariana Castells
Mariana Castells Guitart  es una alergóloga española-estadounidense  que centra su investigación en enfermedades de los mastocitos, incluyendo  la mastocitosis, una enfermedad rara con opciones de tratamiento limitado. Trabaja en el Brigham and Women's Hospital, en Massachusetts, en el Departamento de Alergia, Reumatología e Inmunología, y en el Instituto de Cáncer Dana Farber. Es también  profesora de medicina en la Harvard Medical School.

## Educación
Castells estudió en la Facultad de Medicina de la Universidad Autónoma de Barcelona, España y fue  residente en University of Kansas Medical Center. También tiene un doctorado.

## Carrera
Castells es una autoridad en el tratamiento e investigación de la mastocitosis, y dirige ambos campos en el Mastocytosis Center of Excellence y el Drug Hypersensitivity and Desensitization Center del Brigham and Women's Hospital. Es también parte del consejo consultivo médico para El Mastocytosis Sociedad. Castells lidera ensayos clínicos relacionados tanto con la enfermedad de los mastocitos como con la desensibilización a fármacos. En sus estudios de desensibilización, trabaja para reducir reacciones alérgicas a la quimioterapia y otras clases de fármacos.
Castells es a menudo citada como una experta en artículos en medios de comunicación sobre alergias medioambientales estacionales.

## Honores y premios
- James S. Winshall, MD, Premio de Liderazgo, 2016[18]
- Academia americana de Alergia, Asma e Inmunología (AAAAI) Consejo de administración[23]